# Ferenc Makk
Ferenc Makk (ur. 1 grudnia 1940 w Baji, zm. 21 kwietnia 2018) – węgierski historyk, bizantynista i filolog klasyczny, profesor emeritus na Uniwersytecie w Segedynie.

## Wybrane publikacje
- Magyar–bizánci kapcsolatok a XII. században, Szeged 1977.
- Magyarország a 12. században, Budapest 1986.
- Az Árpád-házi uralkodók, Budapest 1988.
- The Árpáds and the Comneni. Political relations between Hungary and Byzantium in the 12th century, Budapest 1989.
- A királyság első százada, Budapest 1992.
- Magyar külpolitika 896–1196, Szeged 1993; Budapest 1996), tłum. niemieckie Ungarische Aussenpolitik 896–1196, Herne, 1999.
- Az Árpád-ház uralkodói, Budapest, 1995, tłum. niemieckie: Die ersten Könige Ungarns. Die Herrscher der Arpadendynastie, Herne 1999.
- A turulmadártól a kettőskeresztig. Tanulmányok a magyarság régebbi történelméről, Szeged 1998.
- A tizenkettedik század története, Budapest 2000.
- Az Árpádok. Fejedelmek és királyok, Szeged 2000.
- A kilencedik és a tizedik század története, Budapest 2001.
- Forrástani ismeretek történelemből. Segédkönyv a történelem forrásközpontú tanításához, Budapest 2007.